# عجوقة زاحفة

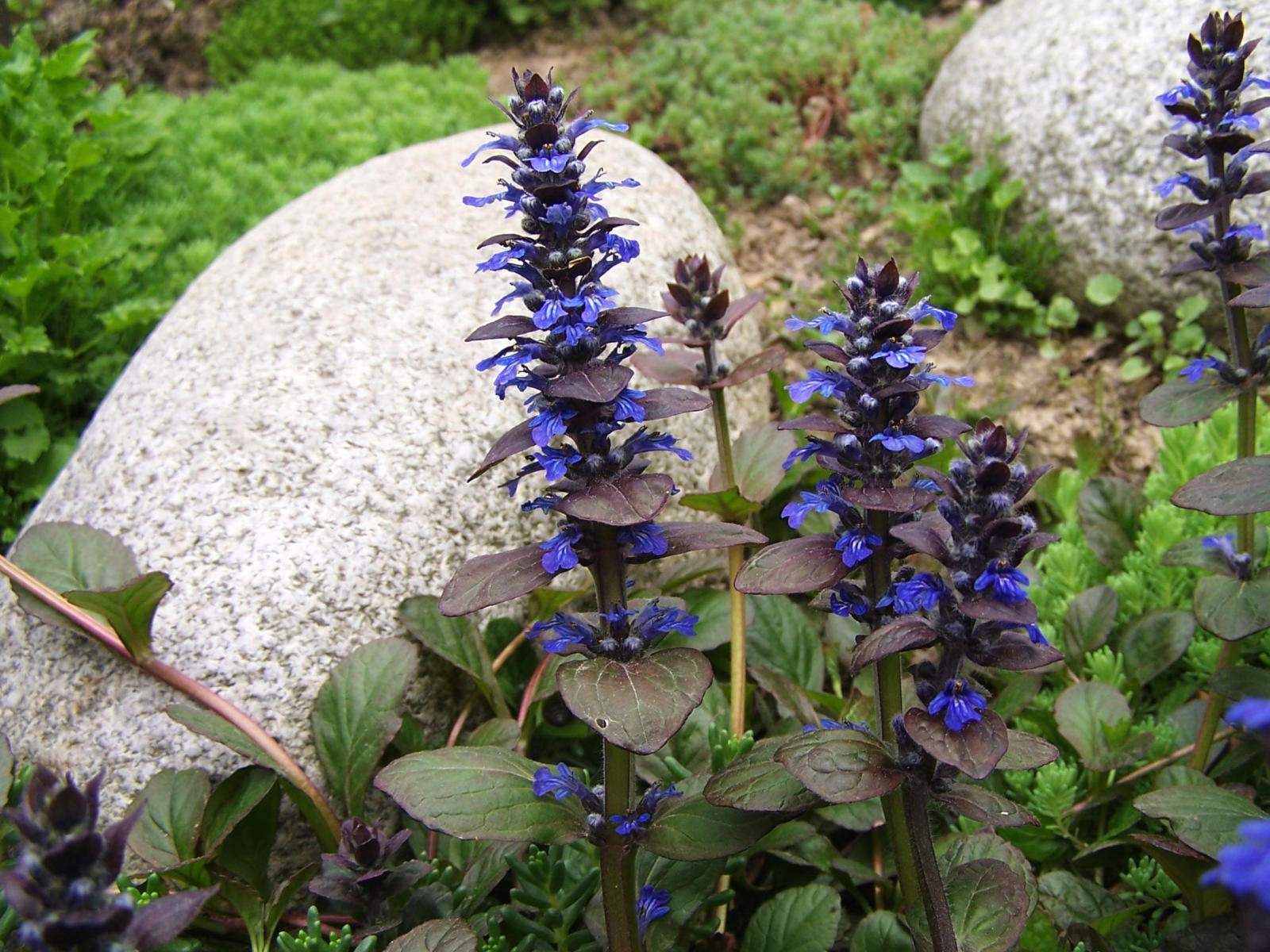

عرصف، شندقورة أو عجوقة زاحفة  أو قنطريون صغير (الاسم العلمي: AJUGA REPTANS) هو نوع نباتي يتبع جنس العجوقة من الفصيلة الشفوية.
أوراقها خضراء وبنية ذات وبر، أزهارها زرقاء مائلة إلى الرمادي، وتعيش لمدة أكثر من عامين ونموها وتزهيرها يتراوح خلال فترة أخر الربيع إلى منتصف فصل الصيف.

## تسميات
شندقورة زاحفة، عرصف زاحف، بوق زاحف،عشبة البوق.

## أماكن نموها
تتواجد نبتة العجوقة العازفة في الغابات والحقول والأماكن الرطبة مع تواجد الظل.

## الفوائد الطبية
تداوي هذه النبتة الجروح الداخلية، والوخزات التي تصيب الجسم أو الأمعاء، وتعالج القروح الجديدة أو القديمة العميقة، بالإضافة كونها تعالج الغرغرينا والنواسير إذا طحنت ووضعت عليها، وتستعمل العصارة لغسل المكان المصاب، ونمزجها بالعسل ونبتة الشب لمداواة التقرحات في الجهاز الهضمي.

## الاستعمال الحديث
يتم قطف العجوقة الزاحفة وتجففيها في أواخر فصل الصيف، ولها صفات عطرية وقابضة، تستعمل لإيقاف النزيف الداخلي بالإضافة لكونها مخدر خفيف. 